# Francisco Diá
Francisco de Assis Ciríaco dos Santos, mais conhecido como Francisco Diá (Natal, 5 de novembro de 1955), é um treinador de futebol brasileiro. Atualmente comanda o Sousa.

## Carreira
Em 2009, conquista o acesso do Alecrim FC para a série C do campeonato brasileiro. É contratado pelo América de Natal, salva o clube do rebaixamento no Campeonato Brasileiro da Série B, tirando a equipe potiguar de uma incomoda penúltima colocação no campeonato.
Em 2010, contratado pelo Mogi Mirim dura apenas dez rodadas no Campeonato Paulista, com apenas duas vitórias, dois empates e seis derrotas deixa a equipe paulista e retorna ao América de Natal, por um curtíssimo período, onde licencia-se para tratamento médico em um de seus joelhos. Seu retorno no futebol em 2010 acontece no Botafogo da Paraíba, onde sagra-se campeão da Copa Paraíba (sub-21).
Em 2011 volta ao América de Natal pela terceira vez sem grande destaque e é demitido no final do primeiro semestre; é contratado pelo Baraúnas no final do ano.
Em 2012 teve uma passagem pelo Santa Cruz-RN antes de assumir o Icasa do Ceará no segundo semestre. Pega o Icasa na zona de rebaixamento do Campeonato Brasileiro da Série C e leva a equipe ao vice-campeonato da competição, conquista o acesso para 2013.
Em 2013 é demitido do Icasa, após a derrota de 2–1 para o América Mineiro. Em agosto o treinador é contratado pelo Grêmio Barueri com a dura missão de livrar a equipe do rebaixamento do Campeonato Brasileiro da Série C, mas não teve sucesso: cinco jogos, cinco derrotas. No final do ano é contratado pelo Nacional-AM.
Em 2014, trabalha praticamente o primeiro semestre com o Nacional-AM, de onde é demitido, e posteriormente foi tentar novamente no interior de São Paulo salvar desta vez o Oeste do rebaixamento do campeonato brasileiro da série B, sem sucesso com apenas três jogos um empate e duas derrotas é rapidamente dispensado, mas com a chegada de outro treinador a equipe termina na 15ª colocação livrando-se do rebaixamento. Em agosto o treinador assume o comando do ASA. e com apenas oito dias de trabalho e uma derrota, surpreendentemente o mestre é dispensando. Rapidamente o Campinense contrata o treinador que vem trazer alegrias a equipe paraibana.
Em 2015 embalado para o início da nova temporada conquista o Campeonato Paraibano de 2015, e renova seu contrato por mais uma temporada com o clube paraibano Campinense.
O ano de 2016 não é diferente e o treinador num início avassalador conquista o vice-campeonato da Copa do Nordeste e sagra-se bicampeão paraibano pelo Campinense.
Em junho Diá acerta seu retorno ao América de Natal, dando início a sua quarta passagem no clube potiguar. No dia 7 de outubro de 2016, a diretoria do América de Natal anunciou que Diá não permaneceria no comando da equipe para o ano de 2017, onde o América de Natal irá disputar a Série D do Brasileirão devido ao rebaixamento em 2016.
Francisco Diá foi anunciado em 19 de novembro de 2016, como novo treinador do Altos, equipe piauiense, para a temporada de 2017. Diá rescindiu seu contrato amigavelmente com o Altos para comandar o Sampaio Corrêa, o treinador era um sonho antigo do clube maranhense. Ele deixa o Altos realizando uma boa campanha no estadual, estando na liderança do torneio. Francisco Diá se consagrou campeão Maranhense com o Sampaio Corrêa, e no segundo semestre disputando a Série C, conseguiu o acesso a Série B com o clube. Em 8 de maio de 2018, Diá deixa o comando do Sampaio Corrêa após dois anos no comando do clube, ele teve realizou um bom trabalho na temporada de 2017 com a equipe maranhense, mas em 2018 não obteve os bons resultados esperados, no início da temporada o Sampaio Corrêa não conseguiu avançar da primeira fase do estadual e na Série B os resultados não vieram positivamente, vencendo apenas uma partida no começo da competição.
Em 27 de julho de 2018, acerta sua volta ao Campinense, clube onde foi bicampeão da Paraíba e vice do Nordeste. Em 15 de maio de 2019, após a eliminação precoce na Pré-Copa do Nordeste de 2020, Francisco Diá deixa o comando do Campinense mais uma vez.
Entre o final de 2020 e boa parte de 2021, dirigiu o Ferroviário em 32 partidas oficiais disputadas, sendo 15 vitórias, 12 empates e 5 derrotas, sendo campeão invicto da Taça Fares Lopes, vencedor da primeira fase do Campeonato Cearense, semifinalista estadual e avançou para a segunda fase da Copa do Brasil.
Em 11 de fevereiro 2022, é anunciado no Pouso Alegre. Sob o comando de Diá no estadual, o Dragão somou outros sete pontos e conseguiu escapar da queda para o Módulo 2 do Mineiro na última rodada do estadual. Foi demitido em 25 de abril de 2022 após ser goleado pela Inter de Limeira na Série D.
Em 26 de abril de 2022 foi contratado pelo Altos para a disputa da Série C. Foi demitido em 16 de maio de 2022 deixando o clube na vice lanterna. Foram 5 jogos no comando do clube, com 4 derrotas e apenas 1 vitória.
Em 4 de julho de 2022, foi contratado pelo Ferroviário-CE para a disputa da Série C.
Em janeiro de 2023, é contratado pelo Botafogo-PB para a disputa do Estadual. Foi demitido em março, após a eliminação do Alvinegro da Estrela Vermelha para o Águia na Copa do Brasil, terminando com duas vitórias, dois empates e uma derrota.
Em julho de 2023, é contratado pelo Metropolitano para a reta final da Série B do Catarinense.
Francisco Diá acertou seu retorno ao ABC em abril de 2024 mas para atuar como consultor técnico do clube no profissional e nas categorias de base.

## Títulos
Botafogo-PB
- Copa Paraíba: 2010

Campinense
- Campeonato Paraibano: 2015 e 2016

Sampaio Corrêa
- Campeonato Maranhense: 2017

ABC
- Campeonato Potiguar: 2020

Ferroviário
- Copa Fares Lopes: 2020[23]

### Prêmios Individuais
Técnico do ano
- Troféu Flávio Ponte (Oscar do Esporte Cearense) - 2012.[34]

Melhor treinador
- Campeonato Paraibano - 2015 e 2016.

## Estatísticas

### Como treinador
Atualizado até 27 de março de 2019.
| Clube                      | Jogos | Vitórias | Empates | Derrotas | Aproveitamento |
| -------------------------- | ----- | -------- | ------- | -------- | -------------- |
| Mogi Mirim (2010)          | 10    | 2        | 2       | 6        | 26.67%         |
| Icasa (2012-2013)          | 47    | 25       | 8       | 14       | 58.87%         |
| Grêmio Barueri (2013-2014) | 5     | 0        | 2       | 3        | 13.33%         |
| Nacional-AM (2014)         | 12    | 4        | 6       | 2        | 50%            |
| Oeste (2014)               | 3     | 0        | 1       | 2        | 11.11%         |
| ASA (2014)                 | 1     | 0        | 0       | 1        | 0%             |
| Campinense (2014-2016)     | 80    | 42       | 20      | 18       | 60.83%         |
| America de Natal (2016)    | 12    | 3        | 4       | 5        | 36.11%         |
| Altos-PI (2017)            | 8     | 4        | 4       | 0        | 66.67%         |
| Sampaio Corrêa (2017-2018) | 61    | 26       | 20      | 15       | 53.55%         |
| Campinense (2018)          | 11    | 5        | 2       | 4        | 51.52%         |